# Spoorlijn 285
Spoorlijn 285 is een Belgische industrielijn die in Val-Saint-Lambert aftakt van spoorlijn 125A en naar het industrieterrein van Hermalle-sous-Huy loopt. De spoorlijn is bijna 8 km lang en volgt stroomopwaarts de rechteroever van de Maas, in een strakke binding met de N90, tot in Hermalle-sous-Huy.
De spoorlijn werd in 1982 in gebruik genomen en is niet geëlektrificeerd. De maximumsnelheid bedraagt 40 km/u.

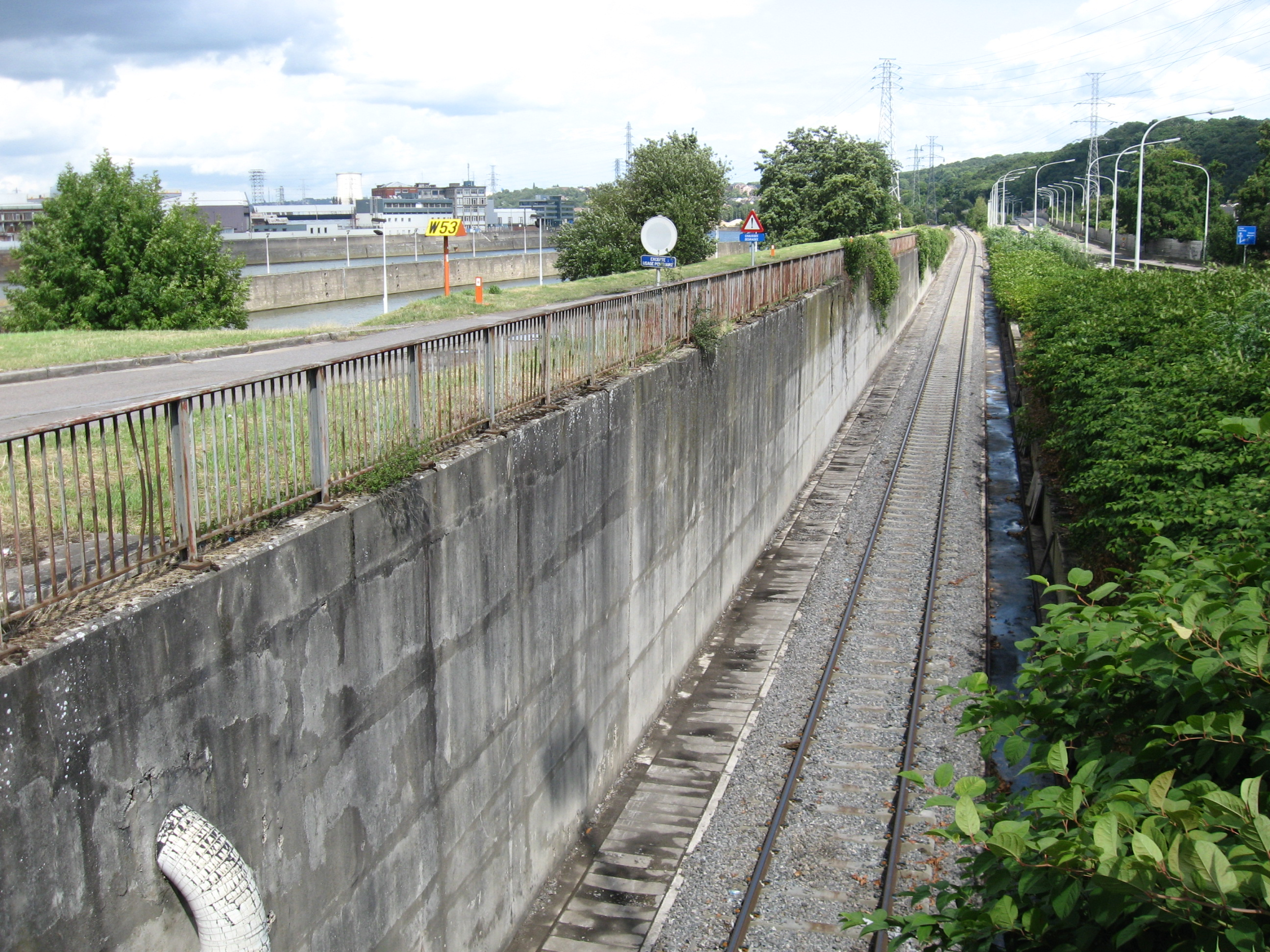
De spoorlijn langs de Maas en sluizencomplex, bij de wegbrug over de Maas ter hoogte van Flémalle Haute.

## Aansluitingen
In de volgende plaats is er een aansluiting op de volgende spoorlijn:
Y Val-Saint-Lambert
Spoorlijn 125A tussen Y Val-Benoît en Flémalle-Haute